# Don Quixote (serie televisiva)
Don Quixote è un dorama stagionale estivo in 11 puntate di NTV mandato in onda nel 2011.
Masataka lavora in un centro infantile di riabilitazione, è un funzionario che si occupa di minori abbandonati o maltrattati; Jin è invece un potente boss della Yakuza che, di tanto in tanto, si occupa di beneficenza.
Com'è facile immaginarsi, i due personaggi vivono in maniera diametralmente opposta, credono e mettono in pratica differenti ideali nella vita, hanno caratteri inconciliabili: tuttavia il destino ha in serbo per loro un incontro illuminante per entrambi.
Le loro anime, per un evento miracoloso imperscrutabile, si sono scambiate, una finendo nel corpo dell'altro: cosa accadrà ora?

## Star ospiti
- Kazuma Yamane - Yasu
- Ken Aoki - Ken
- Shigemitsu Ogi - Takumi Ajisawa
- Hiroshi Matsunaga - Akiyama
- Hiroki Miyake - Sosuke Nishiwaki
- Miwako Ichikawa - Aki Nanba
- Mahiru Konno - Kyoko Kodama
- Ai Tamura - Kaede Noguchi
- Kenkichi Watanabe - Shinji Omori
- Seijun Nobukawa - Yamada
- Mayuko Kawakita - Eri
- Mao Ueda - Hikari
- Yūma Ishigaki - Koichi Misaki (ep.1)
- Mayuko Iwasa - Atsuko Misaki (ep.1)
- Ryoko Takizawa - Sato (ep.1)
- Shinji Matsubayashi - bar manager (ep.1)
- Kaoru Fujiwara - Ryosuke Sakamoto (ep.2)
- Hiroo Otaka - Shuichi Sakamoto (ep.2)
- Nozomi Muraoka - Yumi Sakamoto (ep.2)
- Haruki Kimura - Yuya Sakamoto (ep.2)
- Shuku Muneda - high school student (ep.2)
- Hiroshi Okochi - Ryu Kamiyama (ep.3)
- Takashi Sumita - ep.3
- Ouga Tanaka - Fumiya Matsuoka (ep.3)
- Sachiko Kurosawa - cabaret employee (ep.3)
- Shuuji Kashiwabara - Shinichi Moriguchi (ep.4)
- Haruka Suenaga - Maki Asakura (ep.5)
- Takamasa Suga - cabaret manager (ep.5)
- Masaki Suda - Kazuya Akashi (ep.5)
- Kazuyoshi Hayashi - Saito (ep.5)
- Mari Nishio - (ep.5)
- Tadahiro Aoki - (ep.5)
- Hana Sugisaki - Rina Takazawa (ep.7)
- Kazumasa Taguchi - (ep.7)
- Chinami Suzuki - nurse (ep.7)
- Ryou Itou - Keita Takahashi (ep.8)
- Sanae Miyata - Takako Iwakura (ep.8)
- Runa Natsui - teenage Takako Iwakura (ep.8)
- Kaoru Hirata - Tomoko Uchino (ep.8)
- Komatsu Toshimasa - Yoshio Yamori (ep.8)
- Nozomi Ohashi - Chika Muramatsu (ep.9)
- Katsuya - (ep.10)
- Yumiko Ise - (ep.10)
- Yuko Miyamoto - Naoko Murakami (ep.11)